# No seas tan cruel
"No Seas Tan Cruel" É uma música da banda mexicana Timbiriche. Foi lançada inicialmente em 1986 e cantada pelo até então novato Eduardo Capetillo. Mais tarde a música foi incorporada ao álbum de 1987, Timbiriche VII.

## Descrição e divulgação
A letra da música foi composta por Fernando Ribas e Kika Campos, e fala da aflição de um jovem apaixonado que implora a atenção de uma moça. Em forma de balada lenta, a canção foi uma boa oportunidade para promover o jovem Eduardo, que já estava há alguns meses na banda, mas ainda não teve a oportunidade de mostrar seu talento; visto que tinha de usar o repertório de Benny - e muita das vezes fingir que cantava quando a apresentação era em playback. Pensava-se em lançar uma versão "deluxe" do disco Timbiriche Rock Show com a música sendo faixa bônus, mas os produtores decidiram deixá-la como amostra do próximo álbum Timbiriche VII.
Esse foi o último single com a participação de Sasha, cuja despedida já era dada como certa. Thalía há algum tempo atuava como suplente e foi em seguida designada como membro permanente.  

## Vídeo Clipe
O vídeo clipe se ambienta numa festa de formatura dos anos 50, com todos os adolescente vestidos de gala, dançando em pares ao som da música. Eduardo aparece como cantor e logo no início várias moças berram querendo autógrafo. A seguir ele está no palco cantando a música com Sasha, Alix, Paulina e Mariana, duas de cada lado, ajudando-o com o coro. Thalía, Diego e Erik não aparecem no vídeo.

## Posições
| Charts                           | Posición |
| -------------------------------- | -------- |
| Chile Top 100                    | 2        |
| Latin America Top 100            | 3        |
| México Top 100                   | 4        |
| Venezuela Top 40                 | 1        |
| U.S. Billboard Latin Pop Airplay | 3        |